# ألغينيا
بلدية ألغينيا (بالإسبانية: Algueña) هي بلدية تقع في مقاطعة أليكانتي التابعة لمنطقة بلنسية شرق إسبانيا.

## الديموغرافيا
بلغ عدد سكان بلدية ألغينيا 1.503 نسمة عام 2011 (وفقاً للمعهد الوطني الإسباني للإحصاء).
| 1.425 | 1.459 | 1.464 | 1.501 | 1.515 | 1.551 | 1.503 |